# Junior de Barranquilla Femenino
El Club Deportivo Popular Junior F.C. S.A. Femenino, conocido simplemente como el Junior Femenino, es un club de fútbol femenino colombiano, cuyo primer equipo hace parte de la Liga Profesional Femenina de fútbol de Colombia, la máxima competición de fútbol femenino del País. El Club está ubicado en la ciudad de Barranquilla, capital del departamento del Atlántico, en la región Caribe y es parte del Junior de Barranquilla.
Las jugadoras del Junior Femenino son popularmente llamadas ‘Las Tiburonas’.

## Historia

### ‘Las Tiburonas’dan sus primeros golpes de autoridad

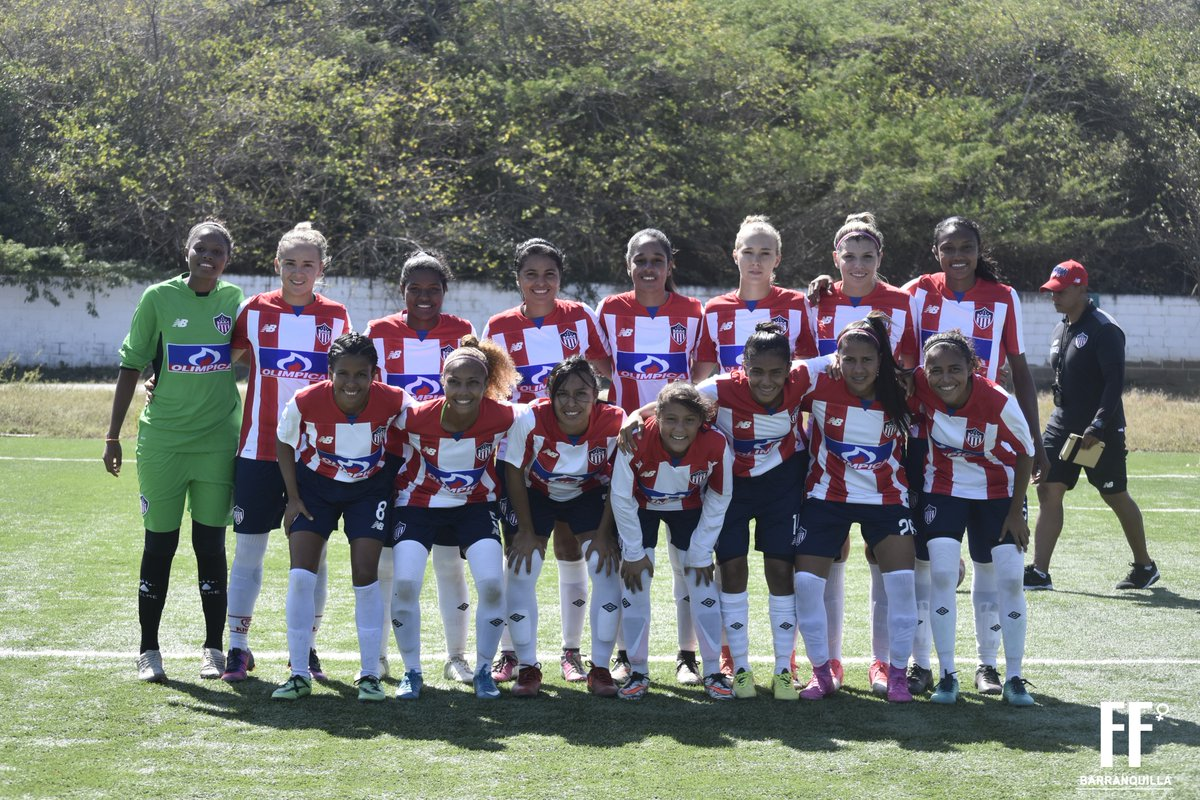
Amistoso en Puerto Colombia.

En la preparación de ‘Las Tiburonas’ para debutar en el profesionalismo del fútbol colombiano. El plantel barranquillero inició los partidos de pretemporada en el Estadio Julio Gonzales de Puerto Colombia el 27 de enero de 2018. Fue un día para el recuerdo para la vallecaucana Nicole Regnier, quien se puso por primera vez la camiseta ‘rojiblanca’ y la honró con cuatro goles en el 8-2 a favor de Junior Femenino ante el club aficionado local, Tiburones Blancos. Los otros tantos fueron de Yarlenis Gaspar (x2) y Kelis Peduzine (x2), esta última se mostró como líder y baluarte en el sendero a la victoria, labor que se traduce en el campo de juego con su experiencia, la cual se esperaba que sirviera de esta manera en favor de sus compañeras, que la ven como una referente icónica de la región. Además, la venezolana Cinthia Zarabia, la argentina Camila Gallea y la joven volante colombiana Valentina Cardona también tuvieron acción en este encuentro. Cada una con buenos balances, pero falta de conexión en las jugadas, producto del poco tiempo que han compartido con el resto de la plantilla.
En general, este choque mostró un onceno con ganas de ser protagonista y con mucho para explotar en cada una de las líneas, incluso a falta de jugadoras como Daniela Montoya o Sandra Sepúlveda, quienes se encuentran disputando compromisas con la Selección Colombia.
Previamente se había disputado un juego ante Fieras F.C.F, que terminó 4-0 a favor de las dirigidas por Álvaro Núñez, pero que presentaron un equipo alterno para enfrentar este compromiso.
Para la amplia goleada ante Tiburones Blancos, esta fue la alineación que usó el cuerpo técnico de Junior:
Titulares: Ximena Julio; Yuranis Bossio, Camila Gallea, Johanys Muñoz, María Sánchez; Kelis Peduzine, Angie Téllez, Yulitsa Sotelo; Cinthia Zarabia, Nicole Regnier e Iranis Centeno.

### Debut en el profesionalismo
Su primer partido oficial fue disputado el 18 de febrero del 2018 contra Envigado Fútbol Club Femenino en el Estadio Polideportivo Sur, el partido finalizó 0 a 0 consiguiendo así su primer punto de visitante en liga. En el debut se presentó el debut de Iranis Centeno, la jugadora profesional más joven con 14 años. Lamentablemente, tras perder contra Unión Magdalena y contra Atlético Nacional no se pudo clasificar a cuartos de final.

### Mejores campañas
Para la temporada 2019, Junior se reforzó, trayendo a Yoreli Rincón y a Daniela Montoya. Junior fue ubicado en el Grupo C, junto con Atlético Bucaramanga, Cúcuta Deportivo y Real San Andrés. Junior empezó con el pie derecho, ganándole 2-0 a Real San Andrés y 1-0 al Cúcuta Deportivo, con gol olímpico de Yoreli Rincón, siendo el único gol olímpico de la historia del Junior de Barranquilla femenino, después perdió 2-0 y empató sin goles ante Atlético Bucaramanga y tras ganarle 1-0 al Cúcuta Deportivo, en el día del cumpleaños número 95 de Junior de Barranquilla, se clasificó a cuartos de final, en la última fecha, empató 1-1 con Real San Andrés. En cuartos de final se enfrentó al vigente campeón Atlético Huila, perdiendo 3-1 y 2-0 y terminó su participación en Liga Femenina 2019.
Al año siguiente, tras la cuarentena obligatoria por Covid-19, empezó la Liga Femenina 2020, siendo ubicado en el grupo B, junto con América de Cali, Deportivo Cali y Deportivo Pasto, al igual que el año pasado, Junior empezó ganado sus 2 primeros partidos, 1-0 y 3-1 ante Deportivo Cali y Deportivo Pasto respectivamente, después perdió 2-0 y 1-0 ante América de Cali, y empató 1-1 con Deportivo Pasto y Deportivo Cali, clasificándose como mejor 3º, en cuartos de final enfrentó a Independiente Santa Fe, perdiendo 3-1 en el partido de ida y ganando 3-2 en la vuelta, pero no le alcanzó para clasificarse a Semifinales, cayendo 5-4 en el global.

### Desaparición del profesionalismo
Para la Liga Femenina 2021, no se presentó junto con Deportivo Pasto, la razón de su desaparición fue debido a que la Conmebol ya no obligaba a los equipos que jugaran la Copa Libertadores o la Copa Sudamericana a tener equipo femenino, situación paso desapercibida entre la mayoría de la afición, hasta que Daniela Montoya se pronunció en sus redes sociales sobre el hecho, dándole las gracias a la afición y a las directivas de Junior, esperando regresar para el 2022, el hecho causó molestia entre la afición, argumentando que el equipo sería sostenible, gracias a que sus gastos, en comparación al del equipo masculino, son mucho menores, este hecho, junto con el retorno del Real San Andrés a Santander, provocó que la Región Caribe se quedara sin futbol profesional femenino, al menos durante el 2021.

### Regreso al profesionalismo
El 29 de diciembre de 2021, se confirmó a Yinaris García como nueva directora técnica de las 'Tiburonas', confirmando así el regreso del club al profesionalismo.

## Datos del club
- Temporadas en 1.ª: 4 (2018-2020 y 2022).
- Mejor puesto en la liga: 6° (2020)
- Peor puesto en la liga: 16° (2018)
- Mayor invicto en liga: 3 partidos. (2018)
- Mayor invicto de local en liga:  2 partidos. (2018)
- Mayor número de goles en un campeonato : 10 goles. (2020)
- Menor número de goles en un campeonato: 6 goles. (2019)
- Mayores goleadas conseguidas: 
  - En campeonatos nacionales: 4-0 vs. Real Cartagena.
  - Con clásicos rivales: 2-1 vs. Unión Magdalena.
- Mayor cantidad de partidos ganados en un torneo: 3 partidos. (2018-2020)
- Menor cantidad de partidos ganados en un torneo: 3 partidos. (2018-2020)
- Peor racha de partidos consecutivos sin ganar: 5 partidos. (2020)
- Entrenador con más tiempo en el cargo: Omar Ramírez . (2019-2020)
- Entrenador con más victorias:  Omar Ramírez. (6)

## Jugadoras

### Jugadores en selecciones nacionales
Nota: en negrita jugadores parte de la última convocatoria en sus respectivas selecciones.
| País                                       | Categoría | # | Jugador(es)                                       |
| ------------------------------------------ | --------- | - | ------------------------------------------------- |
| Colombia                                   | Absoluta  | 3 | Sandra Sepúlveda, Daniela Montoya, Nicole Regnier |
| Costa Rica                                 | Absoluta  | 1 | Cristín Granados                                  |
| Venezuela                                  | Absoluta  | 2 | Cinthia Zarabia, Neily Carrasquel                 |
| Venezuela                                  | Sub-20    | 1 | Iceis Briceño                                     |
| Datos actualizados el 16 de marzo de 2018. |           |   |                                                   |

## Marcas de los jugadores

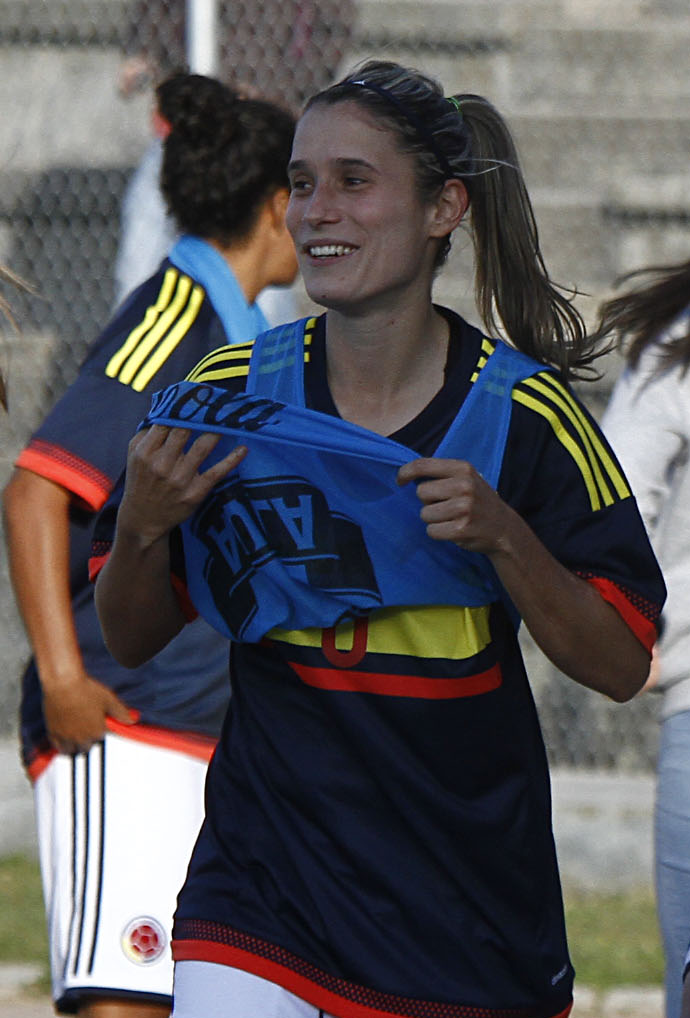
Daniela Montoya.

### Más encuentros disputados
- La siguiente tabla muestra los partidos jugados en todas las competiciones.

| N.º | Nombre            | Partidos | Período       |
| --- | ----------------- | -------- | ------------- |
| 1.  | Camila Gallea     | 4        | 2018-presente |
| =   | María Sánchez     | 4        | 2018-presente |
| =   | Neily Carrasquel  | 4        | 2018-presente |
| =   | Kelis Peduzine    | 4        | 2018-presente |
| =   | Angie Téllez      | 4        | 2018-presente |
| =   | Leidy Rios        | 4        | 2018-presente |
| =   | Cinthia Zarabia   | 4        | 2018-presente |
| =   | Nicole Regnier    | 4        | 2018-presente |
| =   | Cristín Granados  | 4        | 2018-presente |
| =   | Johannis Muñoz    | 4        | 2018-presente |
| 2.  | Iranis Centeno    | 3        | 2018-presente |
| =   | Iceis Briceño     | 3        | 2018-presente |
| 3.  | Sandra Sepúlveda  | 2        | 2018-presente |
| =   | Daniela Montoya   | 2        | 2018-presente |
| =   | Ximena Julio      | 2        | 2018-presente |
| 4.  | Dina Sotomayor    | 1        | 2018-presente |
| =   | Valentina Cardona | 1        | 2018-presente |

### Máximos goleadores
- Se hace referencia al número total de goles marcados con el club en todos los torneos oficiales en que este participe:

| N.º | Nombre           | Goles | Partidos | Media | Periodo       |
| --- | ---------------- | ----- | -------- | ----- | ------------- |
| 1.  | Daniela Montoya  | 1     | 2        | 0.5   | 2018-presente |
| 2.  | Iranis Centeno   | 1     | 3        | 0.3   | 2018-presente |
| 3.  | Camila Gallea    | 1     | 4        | 0.2   | 2018-presente |
| 4.  | Cristín Granados | 1     | 4        | 0.2   | 2018-presente |
| 5.  | Kelis Peduzine   | 1     | 4        | 0.2   | 2018-presente |
| 6.  | Cinthia Zarabia  | 1     | 4        | 0.2   | 2018-presente |

### Arcos invictos

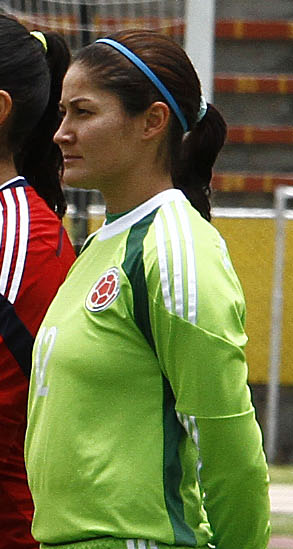
Sandra Sepúlveda.

- Se hace referencia al número total de arcos en 0 con el club en todos los torneos oficiales en que este participe:

| N.º | Nombre              | A.I | Partidos | Periodo       |
| --- | ------------------- | --- | -------- | ------------- |
| 1.  | Sandra Sepúlveda    | 2   | 2        | 2018-presente |
| 2.  | Bandera de Colombia | 0   | 0        | 2018-presente |
| 3.  | Bandera de Colombia | 0   | 0        | 2018-presente |

### Capitanes
| Nombre         | Periodo       | Partidos |
| -------------- | ------------- | -------- |
| Kelis Peduzine | 2018-presente | 4        |

### Jugadoras extranjeras
- Nota: En negrita jugadores extranjeros actualmente bajo disciplina del club.

| Nacionalidad | # | Jugadoras                                                                               |
| ------------ | - | --------------------------------------------------------------------------------------- |
| Argentina    | 2 | Camila Gallea, Carolina Troncoso                                                        |
| Costa Rica   | 1 | Cristin Granados.                                                                       |
| Venezuela    | 5 | Cinthia Zarabia, Iceis Briceño, Neily Carrasquel, Yessica Velásquez, Franyeli Rodríguez |

## Entrenadores
En su historia, Junior femenino ha contado con tres entrenadores en propiedad: Álvaro 'Calidad' Núñez (2018), Omar Ramírez (2019-2020) y Yinaris García (2022-). También estuvo a cargo del equipo Jimena Borja, quien se desempeña actualmente como AT del club, debido a la sanción que recibió García durante tres fechas en la Liga Femenina 2022. Sus resultados han sido los siguientes:
| Entrenador        | Torneos                               | PD | PG | PE | PP | Posición             |
| ----------------- | ------------------------------------- | -- | -- | -- | -- | -------------------- |
| Álvaro Núñez      | Liga Femenina 2018                    | 8  | 3  | 2  | 3  | 16°                  |
| Omar Ramírez      | Liga Femenina 2019 Liga Femenina 2020 | 16 | 6  | 4  | 6  | 8° (2019), 6° (2020) |
| Yinaris García    | Liga Femenina 2022                    | 11 | 5  | 2  | 4  | En disputa           |
| Jimena Borja (AT) | Liga Femenina 2022                    | 3  | 1  | 0  | 2  | En disputa           |

## Estadísticas

### Campeonato colombiano
| Torneo    | Posición   | PJ | PG | PE | PP | GF | GC | DIF | PTS | Goleador                                  |
| --------- | ---------- | -- | -- | -- | -- | -- | -- | --- | --- | ----------------------------------------- |
| Liga 2018 | 16°        | 8  | 3  | 2  | 3  | 9  | 7  | 2   | 11  | Daniela Montoya (2), Cristin Granados (2) |
| Liga 2019 | 8°         | 8  | 3  | 2  | 3  | 6  | 8  | -2  | 11  | Yoreli Rincón (4)                         |
| Liga 2020 | 6°         | 8  | 3  | 2  | 3  | 10 | 11 | -1  | 11  | Yessica Caicedo (3)                       |
| Liga 2022 | En disputa | 14 | 6  | 2  | 6  | 18 | 16 | 2   | 20  | Carolina Troncoso (4)                     |

Actualizado al 1 de mayo de 2022